# Brimeux
Brimeux és un municipi francès situat al departament del Pas de Calais i a la regió dels Alts de França. L'any 2007 tenia 738 habitants.

## Demografia

### Població
El 2007 la població de fet de Brimeux era de 738 persones. Hi havia 288 famílies de les quals 72 eren unipersonals (48 homes vivint sols i 24 dones vivint soles), 88 parelles sense fills, 112 parelles amb fills i 16 famílies monoparentals amb fills.
La població ha evolucionat segons el següent gràfic:
Habitants censats

### Habitatges
El 2007 hi havia 524 habitatges, 292 eren l'habitatge principal de la família, 213 eren segones residències i 18 estaven desocupats. 338 eren cases i 7 eren apartaments. Dels 292 habitatges principals, 229 estaven ocupats pels seus propietaris, 57 estaven llogats i ocupats pels llogaters i 6 estaven cedits a títol gratuït; 1 tenia una cambra, 11 en tenien dues, 49 en tenien tres, 83 en tenien quatre i 148 en tenien cinc o més. 238 habitatges disposaven pel capbaix d'una plaça de pàrquing. A 143 habitatges hi havia un automòbil i a 125 n'hi havia dos o més.

### Piràmide de població
La piràmide de població per edats i sexe el 2009 era:
| Homes | Edats   | Dones |
| ----- | ------- | ----- |
| 0     | 95 o +  | 4     |
| 0     | 90 a 94 | 0     |
| 0     | 85 a 89 | 4     |
| 0     | 80 a 84 | 8     |
| 36    | 75 a 79 | 8     |
| 12    | 70 a 74 | 32    |
| 16    | 65 a 69 | 8     |
| 12    | 60 a 64 | 20    |
| 24    | 55 a 59 | 12    |
| 28    | 50 a 54 | 24    |
| 32    | 45 a 49 | 20    |
| 24    | 40 a 44 | 32    |
| 20    | 35 a 39 | 8     |
| 28    | 30 a 34 | 40    |
| 12    | 25 a 29 | 16    |
| 8     | 20 a 24 | 16    |
| 32    | 15 a 19 | 24    |
| 28    | 10 a 14 | 8     |
| 20    | 5 a 9   | 40    |
| 20    | 0 a 4   | 16    |

## Economia
El 2007 la població en edat de treballar era de 471 persones, 349 eren actives i 122 eren inactives. De les 349 persones actives 310 estaven ocupades (173 homes i 137 dones) i 39 estaven aturades (14 homes i 25 dones). De les 122 persones inactives 36 estaven jubilades, 34 estaven estudiant i 52 estaven classificades com a «altres inactius».

### Ingressos
El 2009 a Brimeux hi havia 300 unitats fiscals que integraven 749 persones, la mediana anual d'ingressos fiscals per persona era de 16.826 €.

### Activitats econòmiques
Dels 17 establiments que hi havia el 2007, 1 era d'una empresa extractiva, 1 d'una empresa alimentària, 1 d'una empresa de construcció, 5 d'empreses de comerç i reparació d'automòbils, 2 d'empreses de transport, 2 d'empreses d'hostatgeria i restauració, 1 d'una empresa immobiliària, 3 d'entitats de l'administració pública i 1 d'una empresa classificada com a «altres activitats de serveis».
Dels 4 establiments de servei als particulars que hi havia el 2009, 1 era una oficina de correu, 1 fusteria, 1 electricista i 1 perruqueria.
Dels 5 establiments comercials que hi havia el 2009, 2 eren botiges de menys de 120 m², 2 carnisseries i 1 una joieria.
L'any 2000 a Brimeux hi havia 13 explotacions agrícoles.

## Equipaments sanitaris i escolars
El 2009 hi havia una escola elemental integrada dins d'un grup escolar amb les comunes properes formant una escola dispersa.

## Poblacions més properes
El següent diagrama mostra les poblacions més properes.